# 横山三良
横山 三良（よこやま みつよし、1921年〈大正10年〉6月7日 - 没年不明）は、日本の実業家。三喜繊維社長。

## 経歴
兵庫県出身。1951年に平節商店を退社、のち横山商店を創業。1953年に有限に改組、三喜莫大小と改称、代表となる。1958年更に株式に改組改称社長に就任する。
日本靴下工組連副会長、兵庫県靴下工組常任理事・同理事長、キンキ産業取締役、加古川商工会議所議員・同常議員・同繊維部会長をつとめる。

## 人物
市川染色代表の市川秀雄は義兄である。住所は兵庫県印南郡志方町上冨木。

## 栄典
- 紫綬褒章[2]